# Adrián Ruelas
Gustavo Adrián Ruelas Aguilar (Fontana, California, 18 de marzo de 1991) es futbolista estadounidense nacionalizado mexicano, juega en la posición de delantero y actualmente está registrado en Club Celaya.

## Carrera
En septiembre de 2010 paso a las filas del Celtic Football Club de Escocia por un tiempo de 3 meses en los que estuvo a prueba con el equipo de la segunda división de aquel país; después de terminar su préstamo regreso al Santos.
Debutó en Primera División con Santos Laguna el 5 de marzo de 2011 ante América, duelo que quedó a favor de las águilas por marcador de 2 - 3.

## Clubes
| Club                        | País   | Año         |
| --------------------------- | ------ | ----------- |
| Santos Laguna               | México | 2008 - 2011 |
| Jaguares de Chiapas         | México | 2011 - 2012 |
| Tiburones Rojos de Veracruz | México | 2012 - 2013 |
| Club Celaya                 | México | 2015 - 2017 |